# Living the Dream (Uriah Heep)
Living the Dream is het vijfentwintigste studioalbum van de Britse rockgroep Uriah Heep. Het album verscheen op 14 september 2018 op het label Frontier Music. Het werd uitgebracht op cd, lp (vinyl) en als luxe-editie (met enkele dvd-opnamen). In Rusland verscheen het album op het label Irond en in Japan op Avalon.
Het album werd in 19 dagen opgenomen in de Britse Chapel Studio met de Canadese producer Jay Ruston. Geluidstechnici waren Sam Harper en Peter Rietkierk. De opnamen werden gemixt door Jay Ruston met hulp van John Douglas. Er zijn twee singles uitgebracht van dit album: Grazed by Heaven en Take away my soul.

## Muziek
Op dit album speelt Uriah Heep grotendeels een combinatie van harde rock en melodieuze stukken. De harmonieuze zang is karakteristiek, evenals het stevige orgelgeluid en de scherpe gitaarsolo's. Het album opent met het rocknummer Grazed by Heaven, waarvan de muziek is geschreven door bassist Dave Rimmer en de tekst door Jeff Scott Soto, de zanger van de Amerikaanse progressieve-metalband Sons of Apollo. De meeste nummers zijn geschreven door gitarist Mick Box en keyboardspeler Phil Lanzon. Goodbye to innocence is mede-geschreven door zanger Bernie Shaw.

## Tracklijst
| Nr. | Titel                                                       | Duur |
| --- | ----------------------------------------------------------- | ---- |
| 1.  | Grazed by heaven (Dave Rimmer en Jeff Scott Soto)           | 4:31 |
| 2.  | Living the dream                                            | 5:34 |
| 3.  | Take away my soul*                                          | 6:13 |
| 4.  | Knocking at my door                                         | 4:58 |
| 5.  | Rocks in the road                                           | 8:19 |
| 6.  | Waters flowin'*                                             | 4:27 |
| 7.  | It's all been said                                          | 6:01 |
| 8.  | Goodbye to innocence (Mick Box, Phil Lanzon en Bernie Shaw) | 3:34 |
| 9.  | Falling under your spell                                    | 3:25 |
| 10. | Dreams of yesteryear                                        | 5:25 |

*Dit is de volgorde van de cd. Op de lp (vinyl) staat Waters flowin' op track A5 en Take away my soul op track B1.

## Hitnoteringen
Living the Dream behaalde de hitparade in een aantal Europese landen. In Zwitserland bereikte dit album nummer 5, in Duitsland nummer 10, in Oostenrijk nummer 18, in Noorwegen nummer 28, in Finland nummer 28, in Groot-Brittannië nummer 57 en in Nederland nummer 109.